# Élection présidentielle américaine de 2020 en Alabama
L'élection présidentielle américaine de 2020 en Alabama a eu lieu le mardi 3 novembre 2020, dans le cadre de l'élection présidentielle américaine de 2020, à laquelle ont participé les 50 États ainsi que le district de Columbia. Les électeurs de l'Alabama ont choisi neuf grands électeurs pour les représenter au Collège électoral via un vote populaire opposant le président républicain sortant, Donald Trump, et son colistier, le vice-président sortant Mike Pence, au candidat démocrate et ancien vice-président Joe Biden, accompagné de sa colistière, la sénatrice Kamala Harris de Californie. Figurait également sur le bulletin de vote la candidate libertarienne, Jo Jorgensen, conférencière en psychologie, et son colistier, l'entrepreneur et podcasteur Spike Cohen (en). Les candidats écrits étaient autorisés sans enregistrement préalable, mais leurs résultats n'ont pas été comptabilisés individuellement.
Avant l'élection, les 14 organisations médiatiques faisant des prédictions considéraient unanimement cet État comme acquis pour Trump, ou comme un État rouge fiable. Trump a remporté l'État avec 62,03 % des voix contre 36,57 % pour Biden.

## Contexte
L'Alabama est historiquement connu pour son alignement avec le Parti républicain, en particulier dans les zones rurales et les petites villes. Cet État affiche des positions conservatrices sur des questions sociales et économiques, ce qui en fait une forteresse républicaine lors des élections nationales.

## Primaires

### Parti démocrate
| Inscrits                 | Inscrits                 | Inscrits                         | 3 576 107 |             |  |  |
| Abstentions              | Abstentions              | Abstentions                      | 3 124 014 | 87,36 %     |  |  |
| Votants                  | Votants                  | Votants                          | 452 093   | 12,64 %     |  |  |
|                          |                          |                                  |           |             |  |  |
| Bulletins enregistrés    | Bulletins enregistrés    | Bulletins enregistrés            | 452 093   |             |  |  |
| Bulletins blancs ou nuls | Bulletins blancs ou nuls | Bulletins blancs ou nuls         | 0         | 0 %         |  |  |
| Suffrages exprimés       | Suffrages exprimés       | Suffrages exprimés               | 452 093   | 100 %       |  |  |
|                          |                          |                                  |           |             |  |  |
|                          | Candidat                 | Parti                            | Suffrages | Pourcentage |  |  |
|                          | Joe Biden                | Parti démocrate                  | 286 065   | 63,28 %     |  |  |
|                          | Bernie Sanders           | Sans étiquette (Parti démocrate) | 74 755    | 16,54 %     |  |  |
|                          | Michael Bloomberg        | Parti démocrate                  | 52 750    | 11,67 %     |  |  |
|                          | Elizabeth Warren         | Parti démocrate                  | 25 847    | 5,72 %      |  |  |
|                          | Autres candidats         | -                                | 12 676    | 2,8 %       |  |  |

### Parti républicain
| Inscrits                 | Inscrits                 | Inscrits                 | 3 576 107 |             |  |  |
| Abstentions              | Abstentions              | Abstentions              | 2 851 885 | 79,75 %     |  |  |
| Votants                  | Votants                  | Votants                  | 724 222   | 20,25 %     |  |  |
|                          |                          |                          |           |             |  |  |
| Bulletins enregistrés    | Bulletins enregistrés    | Bulletins enregistrés    | 724 222   |             |  |  |
| Bulletins blancs ou nuls | Bulletins blancs ou nuls | Bulletins blancs ou nuls | 0         | 0 %         |  |  |
| Suffrages exprimés       | Suffrages exprimés       | Suffrages exprimés       | 724 222   | 100 %       |  |  |
|                          |                          |                          |           |             |  |  |
|                          | Candidat                 | Parti                    | Suffrages | Pourcentage |  |  |
|                          | Donald Trump             | Parti républicain        | 696 832   | 96,22 %     |  |  |
|                          | Autres candidats         | -                        | 27 390    | 3,78 %      |  |  |

## Résultats
Lors de l'élection de 2020, Donald Trump a remporté l'Alabama avec environ 62% des voix, contre 36% pour Joe Biden. Cette marge confortable a confirmé la domination républicaine dans l'État. Trump a remporté tous les neuf votes du collège électoral de l'Alabama.

### État
| Inscrits                 | Inscrits                 | Inscrits                 | 3 708 804 |             |  |  |
| Abstentions              | Abstentions              | Abstentions              | 1 379 690 | 37,2 %      |  |  |
| Votants                  | Votants                  | Votants                  | 2 329 114 | 62,8 %      |  |  |
|                          |                          |                          |           |             |  |  |
| Bulletins enregistrés    | Bulletins enregistrés    | Bulletins enregistrés    | 2 329 114 |             |  |  |
| Bulletins blancs ou nuls | Bulletins blancs ou nuls | Bulletins blancs ou nuls | 5 832     | 0,25 %      |  |  |
| Suffrages exprimés       | Suffrages exprimés       | Suffrages exprimés       | 2 323 282 | 99,75 %     |  |  |
|                          |                          |                          |           |             |  |  |
|                          | Candidat                 | Parti                    | Suffrages | Pourcentage |  |  |
|                          | Donald Trump             | Parti républicain        | 1 441 170 | 62,03 %     |  |  |
|                          | Joe Biden                | Parti démocrate          | 849 624   | 36,57 %     |  |  |
|                          | Jo Jorgensen             | Parti libertarien        | 25 176    | 1,08 %      |  |  |
|                          | Autres candidats         | -                        | 7 312     | 0,31 %      |  |  |

### Comtés
| Autauga    |
| Baldwin    |
| Barbour    |
| Bibb       |
| Blount     |
| Bullock    |
| Butler     |
| Calhoun    |
| Chambers   |
| Cherokee   |
| Chilton    |
| Choctaw    |
| Clarke     |
| Clay       |
| Cleburne   |
| Coffee     |
| Colbert    |
| Conecuh    |
| Coosa      |
| Covington  |
| Crenshaw   |
| Cullman    |
| Dale       |
| Dallas     |
| DeKalb     |
| Elmore     |
| Escambia   |
| Etowah     |
| Fayette    |
| Franklin   |
| Geneva     |
| Greene     |
| Hale       |
| Henry      |
| Houston    |
| Jackson    |
| Jefferson  |
| Lamar      |
| Lauderdale |
| Lawrence   |
| Lee        |
| Limestone  |
| Lowndes    |
| Macon      |
| Madison    |
| Marengo    |
| Marion     |
| Marshall   |
| Mobile     |
| Monroe     |
| Montgomery |
| Morgan     |
| Perry      |
| Pickens    |
| Pike       |
| Randolph   |
| Russell    |
| St. Clair  |
| Shelby     |
| Sumter     |
| Talladega  |
| Tallapoosa |
| Tuscaloosa |
| Walker     |
| Washington |
| Wilcox     |
| Winston    |

## Analyse

### Géographique
La majorité des comtés ruraux ont voté massivement pour Trump, illustrant un soutien solide parmi les populations blanches et conservatrices.
Les villes comme Birmingham et Montgomery, où la population afro-américaine est plus importante, ont voté en faveur de Joe Biden.
Le taux de participation a été notablement élevé, reflétant l’intensité de cette élection controversée.

### Sociologique
Les électeurs de l'Alabama ont largement soutenu les politiques économiques de Trump, notamment ses positions favorables au secteur énergétique et à l'agriculture.
Les questions liées à la religion, au droit de porter des armes et à l'avortement ont joué un rôle crucial dans les choix des électeurs.
Bien que la gestion de la pandémie ait été un sujet controversé, elle n'a pas significativement affecté le soutien de Trump dans cet État.